# Quel lungo viaggio di Natale
Quel lungo viaggio di Natale (The Christmas Train) è un film del 2017 diretto da Ron Oliver.

## Trama
Il giornalista, ed ex inviato di guerra, Tom Longdon decide di partire in treno da Washington in direzione Los Angeles per Natale, per ritrovare l'ispirazione ed esaudire l'ultimo desiderio del padre ed, al suo arrivo, incontrare Lelia la donna con cui si frequenta.
Non sa, però, che il suo viaggio lo porterà ad incontrare nuovamente Eleanor, il suo vero amore anch'essa giornalista, facendogli capire che per entrambi ancora non tutto è perduto.
Durante il viaggio avrà modo di incontrerà Max, un noto regista, Agnes, donna alquanto invadente ma comunque simpatica, John che, dopo la scomparsa della moglie, sta cercando di ritrovare se stesso e una giovane coppia desiderosa di sposarsi.

## Distribuzione
Il film è uscito nelle sale cinematografiche americane il 25 novembre 2017, distribuito dalla Crown Media Productions.